# Toni Costanzi
Antonio Costanzi (Italia, 1 de julio de 1994) conocido por su nombre artístico  'Toni Costanzi' , es un disc jockey y productor musical italiano.
Productor de muchos éxitos, incluidos, "Medusa", "Bomboclvt" y "Lies", que entraron en los récords de mayor venta mundial de Beatport, obteniendo el apoyo de muchos DJ internacionales, entre ellos Hardwell quien lo firmó en su sello "Revealed Radar" (Revealed Recordings) e incluyó su lanzamiento "Medusa" entre sus favoritos, Nicky Romero, después de terminar primero en el grupo de talentos de su conocida etiqueta Protocol Recordings y EDX con su publicación en su sello "Sirup Music". Sus producciones han recibido el apoyo de DJ y productores de renombre internacional como Hardwell , Nicky Romero, Fedde Le Grand , Will Sparks, Plastik Funk , Blasterjaxx, Mike Williams (DJ) , Futuristic Polar Bears y Morgan Page. También es el creador y protagonista del canal de Youtube "iCazzeggiaTORI".

### Premios
| Año  | Título        | Clasificación                                                     | Etiqueta                             |
| ---- | ------------- | ----------------------------------------------------------------- | ------------------------------------ |
| 2024 | Shockwave     | BEATPORT BASS HOUSE TOP 100 CHART - #85 - MARCH 2024              | GOLD DIGGER                          |
| 2024 | Shockwave     | BEATPORT BASS HOUSE RELEASES - #12 - MARCH 2023                   | GOLD DIGGER                          |
| 2024 | Yourself      | BEATPORT MAINSTAGE TOP 100 CHART - #60 - JANUARY 2024             | REVEALED RADAR (REVEALED RECORDINGS) |
| 2024 | Yourself      | BEATPORT HYPE CHART (MAINSTAGE) - #5 - JANUARY 2024               | REVEALED RADAR (REVEALED RECORDINGS) |
| 2024 | Yourself      | 1001TRACKLISTS TOP NEWCOMER CHART - #24 - JANUARY 2024            | REVEALED RADAR (REVEALED RECORDINGS) |
| 2023 | Scream        | BEATPORT BASS HOUSE RELEASES - #39 - AUGUST 2023                  | SONY MUSIC / BIG SMILE RECORDS       |
| 2023 | What You Like | 1001TRACKLISTS MOST SUPPORTED TRENDING TRACKS - #29 - AUGUST 2023 | PANTHER'S GROOVE                     |
| 2023 | El Monte      | BEATPORT HYPE CHART (DANCE/ELECTRO POP) - #52 - AUGUST 2023       | SOAVE DUSK (SOAVE)                   |
| 2023 | Medusa        | ITUNES RUSSIA DANCE CHART - #83 - AUGUST 2023                     | REVEALED RADAR (REVEALED RECORDINGS) |
| 2023 | Scream        | ITUNES GERMANY HOUSE CHART - #18 - MARCH 2023                     | SONY MUSIC / BIG SMILE RECORDS       |
| 2023 | Transition    | ITUNES AZERBAIJAN HOUSE CHART - #173 - MARCH 2023                 | XDM RECORDS                          |
| 2023 | Medusa        | ITUNES GERMANY DANCE CHART - #83 - FEBRUARY 2023                  | REVEALED RADAR (REVEALED RECORDINGS) |
| 2022 | Medusa        | ITUNES SPAIN DANCE CHART - #11 - NOVEMBER 2022                    | REVEALED RADAR (REVEALED RECORDINGS) |
| 2022 | Medusa        | ITUNES SPAIN OVERALL CHART - #68 - NOVEMBER 2022                  | REVEALED RADAR (REVEALED RECORDINGS) |
| 2022 | Medusa        | 1001TRACKLISTS TOP NEWCOMER CHART - #40 - NOVEMBER 2022           | REVEALED RADAR (REVEALED RECORDINGS) |
| 2022 | Medusa        | BEATPORT BASS HOUSE TOP 100 CHART - #52 - NOVEMBER 2022           | REVEALED RADAR (REVEALED RECORDINGS) |
| 2020 | Lies          | BEATPORT FUTURE HOUSE TOP 100 CHART - #23 - MARCH 2020            | SIRUP MUSIC                          |
| 2018 | Bomboclvt     | BEATPORT ELECTRO HOUSE TOP 100 CHART - #27 - MARCH 2018           | CLUBTRXX RECORDS (Plasmapool)        |

## Discografìa
- 2024: Live w/ KENO [Crash Your Sound]
- 2024: Shockwave w/ Mike Epsse - Gold Tech Compilation [Gold Digger]
- 2024: Electric [House Views]
- 2024: Yourself w/ Agus Zack [Revealed Radar / Revealed Recordings]
- 2023: Don't Blame Me [ACTUATION / SLAGELHAG]
- 2023: What You Like w/ Agus Zack [Panther's Groove]
- 2023: El Monte [Soave Dusk / Soave]
- 2023: Logical w/ Mike Epsse [The Greenroom / 2Dutch]
- 2023: Scream [Sony Music / Big Smile Records]
- 2023: Transition w/ Mike Epsse [XDM Records]
- 2022: Medusa w/ Mike Epsse [Revealed Radar / Revealed Recordings]
- 2020: Lies [Sirup Records]
- 2018: Riot [TRXX / Plasmapool Records]
- 2018: DSTRY [BAM BAM / Plasmapool Records]
- 2018: Bomboclvt [CLUBTRXX / Plasmapool Records]
- 2015: Horriko [Royal Ravers / Housepital Records]
- 2015: Huge [Housepital Records]
- 2014: Bad Code [Urbanlife Records]
- 2013: Go! [Pop Rox Muzik]
- 2013: Storm [Mjoy Records]